# Matadero Madrid

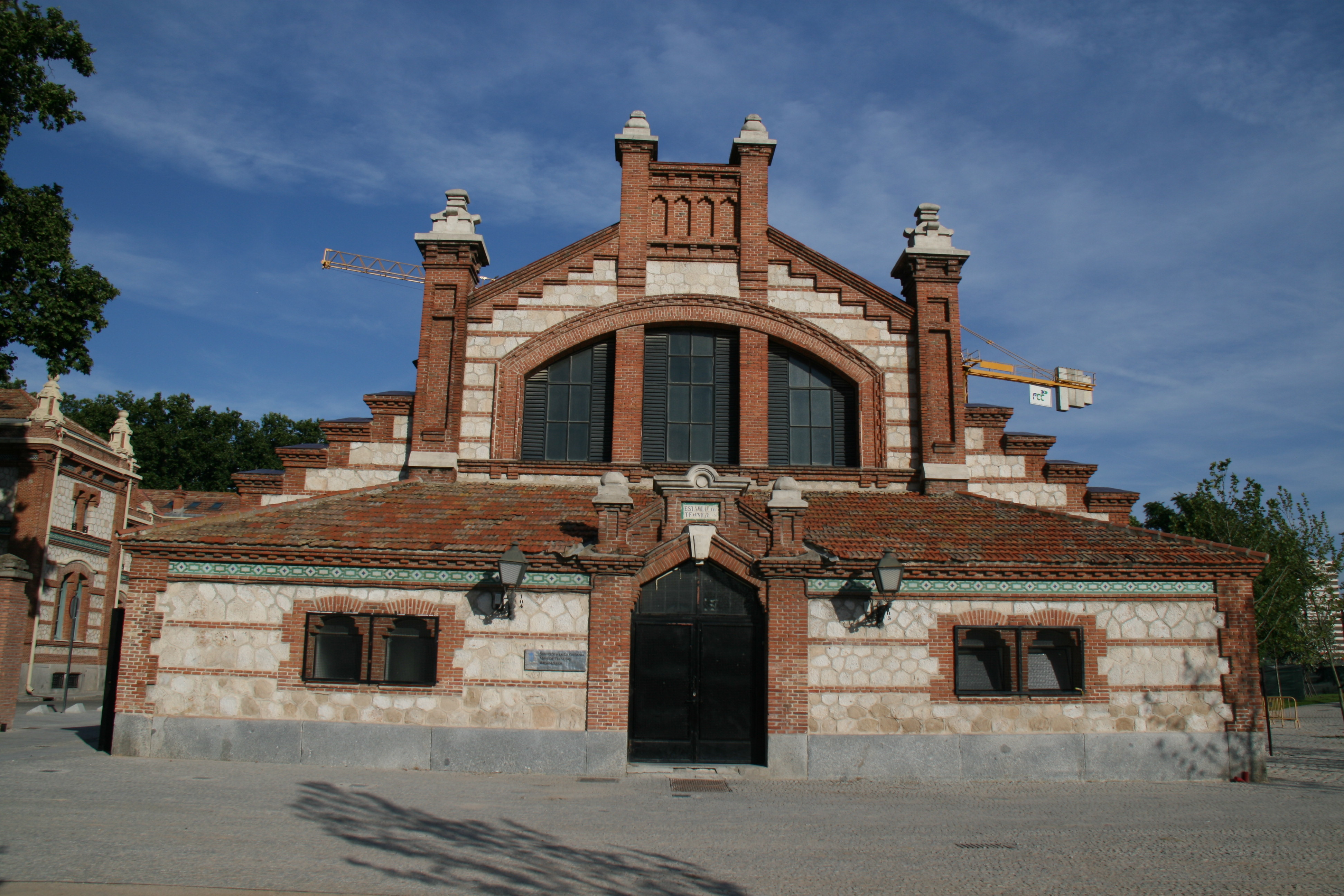
Nave de Terneras: actual casa de servicios a la ciudadanía del Ayuntamiento de Madrid

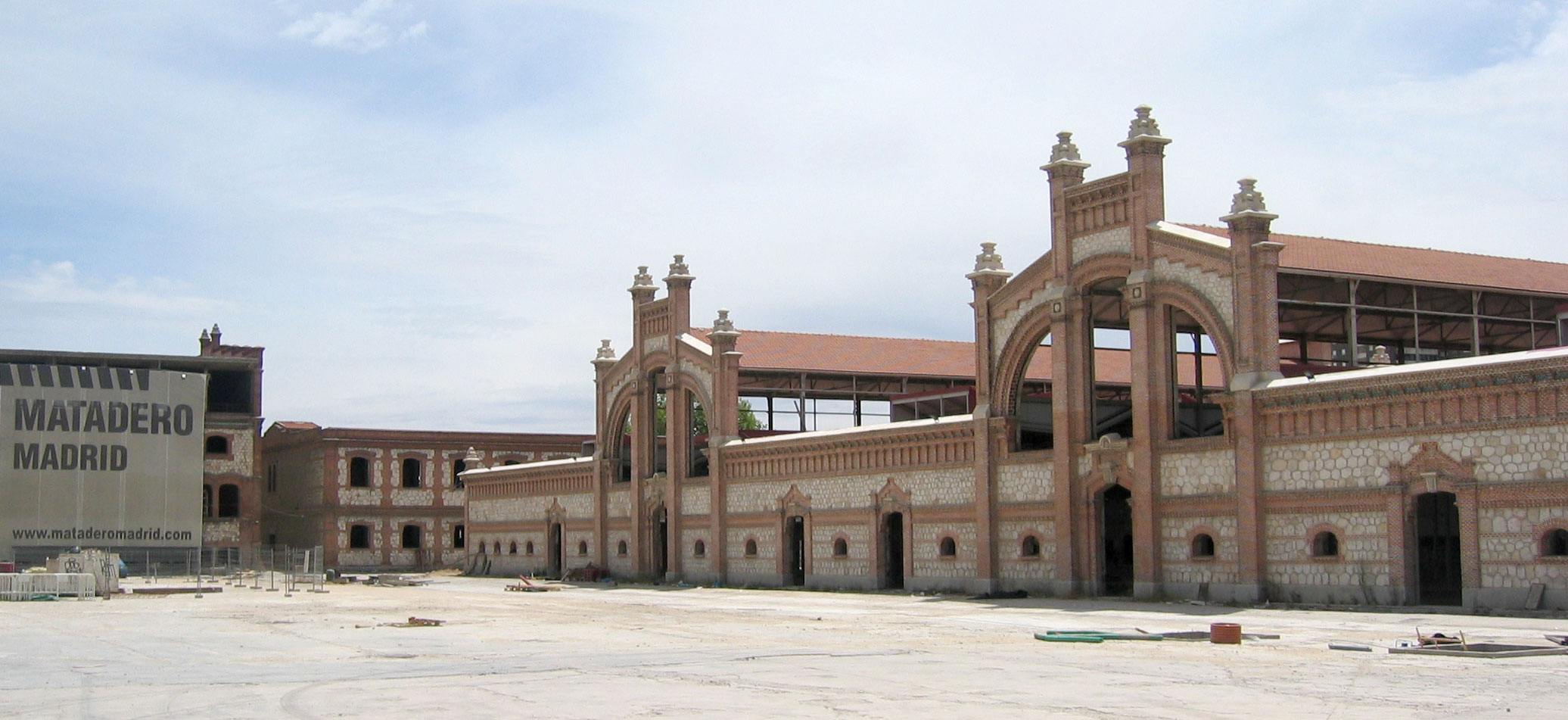
Las dos naves de exposición y estabulado de ganado porcino y lanar ubicadas detrás de las naves de degüello.

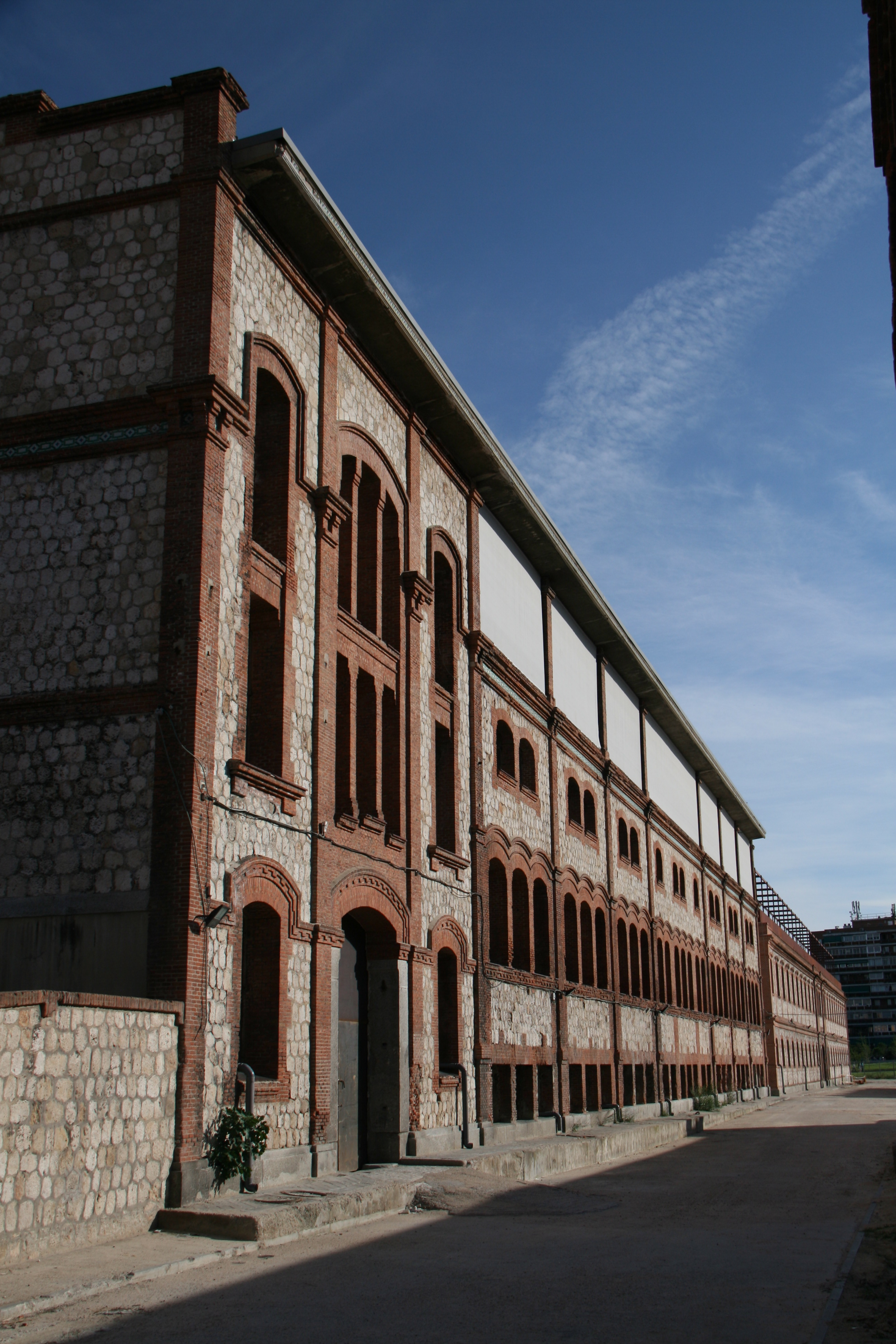
Mondonguería (primer plano) y mercado y matadero de aves (al fondo).

El Matadero y Mercado Municipal de Ganados de Madrid, también conocido por su uso primordial durante su periodo de funcionamiento y por su ubicación como Matadero Municipal de Legazpi o Matadero Municipal de Arganzuela, fue un conjunto de cuarenta y ocho edificios dedicado a realizar funciones de matadero industrial y mercado de ganado en la ciudad de Madrid durante las décadas centrales del siglo XX, así como de centro de reclusión y clasificación de mendigos tras la Guerra Civil. En la actualidad es un Centro de Arte Contemporáneo y Espacio Cultural.

## Instalaciones
Fue construido sobre una parcela de orientación noroeste-sureste que formaba parte de la dehesa de Arganzuela. Inicialmente estaba delimitada por el paseo de la Chopera, la calle Vado de Santa Catalina, la canalización del río Manzanares (sobre la que posteriormente se asentaría la M-30), y el paseo de Santa María de la Cabeza, en el distrito de Arganzuela de Madrid. El terreno tenía doce hectáreas de superficie edificada con diversas naves y edificios de arquitectura neomudéjar típicos de la arquitectura industrial de la transición de siglo XIX al XX. Se construyó a comienzos del siglo XX en un área entonces despoblada de Madrid como respuesta a las necesidades de la creciente población de la ciudad y como sustitución de la vieja casa-matadero de Puerta de Toledo. El responsable del diseño del Matadero Municipal, por encargo del ayuntamiento de Madrid, fue el arquitecto municipal Luis Bellido y González. De la construcción, que se alargó entre 1911 y 1925, se encargó el ingeniero José Eugenio Ribera. El mismo Bellido, junto con Francisco Javier Ferrero Llusiá, fue el responsable, entre 1932 y 1933, de la construcción de un edificio adicional con funciones de matadero de aves y gallinas.
Las instalaciones del matadero y mercado de ganados fueron entrando en funcionamiento paulatinamente entre 1924 y 1925 y permanecieron en uso hasta el cierre del matadero en 1996. Diseñado desde sus inicios como un "proyecto abierto", con espacios dejados explícitamente libres para permitir futuras expansiones, no sufrió cambios significativos durante su periodo de funcionamiento, si bien se benefició de la construcción de nuevos edificios (como la ya citada nave de sacrificio de aves), y experimentó el cambio de uso de varias de sus instalaciones. El conjunto sufrió su primera mutilación con la apertura de la M-30, ya que su esquina noroeste fue ocupada por los accesos desde la nueva autopista de circunvalación al puente de Praga. A principios de la década de 1980, se decidió concentrar las funciones del conjunto en la zona sur del complejo, y se produjo la remodelación y cambio de uso de varias de las dependencias que quedaron libres en la zona norte: el pabellón de dirección (conocido actualmente como Casa del Reloj), transformado en sede de la Junta Municipal del distrito de Arganzuela); los antiguos establos de vacuno, en los que se ubicó la sede permanente de la Compañía Nacional de Danza (CND) y el Ballet Nacional de España; o el antiguo establo de ganado (posteriormente nave de patatas), que se convirtió en un conjunto de invernaderos que reproducen el clima de zonas tropicales y subtropicales: el Palacio de Cristal de la Arganzuela. El espacio liberado se convirtió en un parque, el parque del Matadero, que contaba entre otros, con una dalieda e instalaciones deportivas. Tras el cierre definitivo del matadero en 1996, las instalaciones quedaron sin uso hasta que en 2003 se decidió su transformación en un espacio cultural conocido como Matadero Madrid, que abrió sus puertas en 2007. En 1997 se incluyó en el Catálogo de Edificios Protegidos del Plan General de Ordenación Urbana de Madrid. El soterramiento de la M-30 y la creación del parque Madrid Río también impactaron en el entorno de las antiguas instalaciones: el pozo de arranque de la excavación del by-pass sur de la M-30 se hizo en el solar del parque del Matadero, con lo que desapareció la dalieda. Tras el fin de las obras, todo el terreno que había compuesto el parque del Matadero se integró en Madrid Río.

## Historia

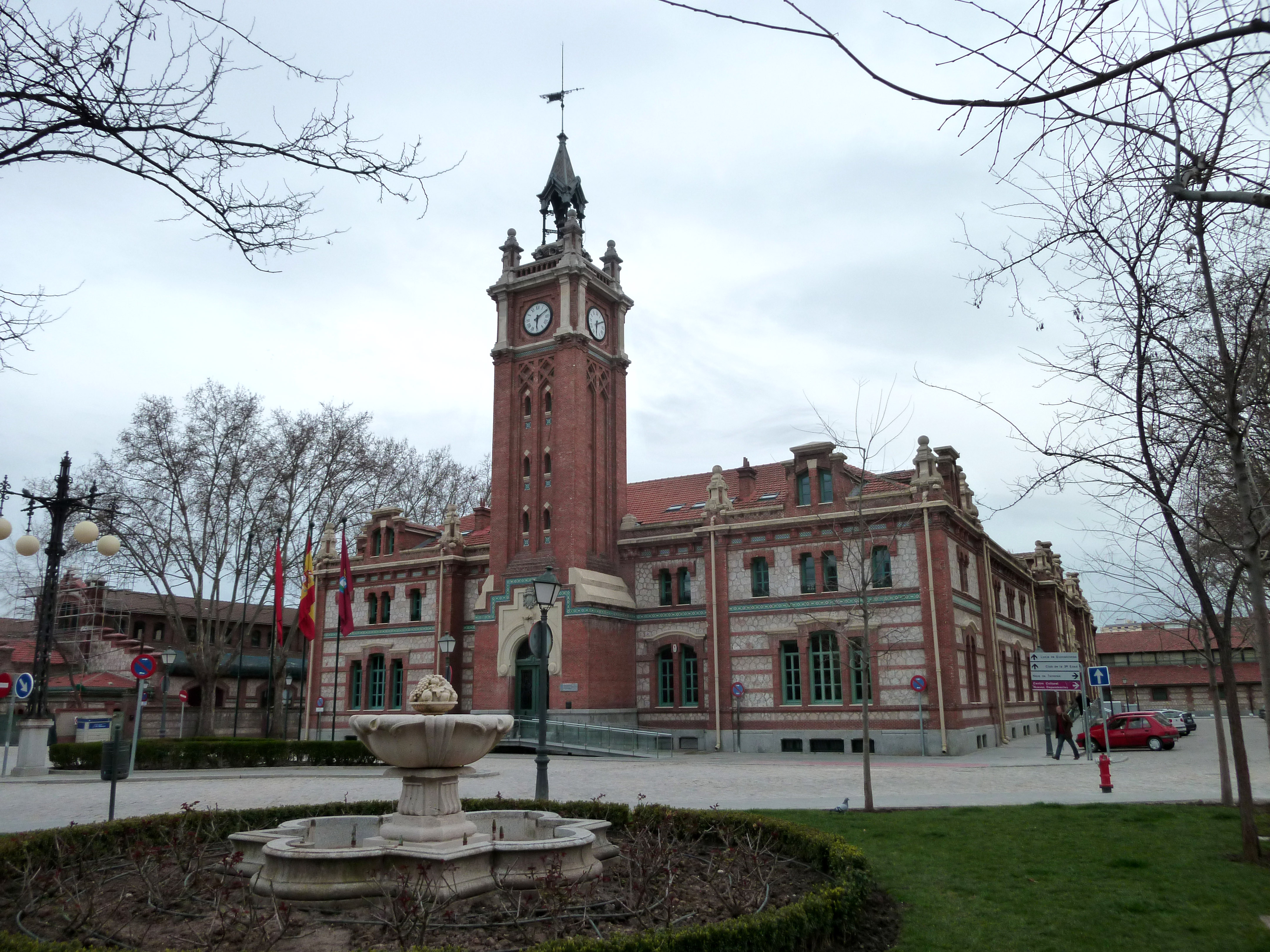
El Pabellón de Servicios Generales era el centro de dirección del matadero y del mercado de ganados. Tras su cambio de uso y transformación en la Junta Municipal del distrito de Arganzuela en 1982 se conoce como Casa del Reloj.

Los mataderos eran instalaciones industriales ubicadas siempre en los límites fronterizos de Madrid. Por necesidad de transporte de ganado y forraje debían estar cerca de un sistema de comunicaciones terrestre adecuado. A medida que la ciudad se iba expandiendo, debido al aumento de la población, los mataderos iban siendo trasladados al entonces extrarradio dejando abandonadas edificaciones en el interior, que generalmente eran derribadas o dedicadas a otros usos. Este es el caso del antiguo Matadero y Mercado Municipal de Ganados, ubicado en el barrio de Legazpi (antigua dehesa de Arganzuela), fue abandonado en 1987 dejando sus instalaciones dedicadas a otros menesteres.
Las normas y conceptos de higiene en el tratamiento y procesado de los alimentos fueron evolucionando desde la Edad Media. En 1620 el Consejo de Castilla reguló la existencia de unas personas encargadas de supervisar los mercados de alimentos: se trataba de los veedores de mercados. Este tipo de profesiones, así como las relacionadas con las labores de matanza, era regulado desde un ámbito puramente municipal en las ciudades castellanas más importantes. Es por esta razón que las operaciones de matadero y distribución de carne estaban desde muy antiguo en manos del concejo (el ayuntamiento), que regulaba su distribución en las plazas mayores de las ciudades (a excepción de las matanzas de porcino, la tradicional matanza, que se solían realizar mayoritariamente por particulares). La regulación de las de ganado de vacuno recaía mayoritariamente en el ámbito municipal.

### Los antiguos mataderos de Madrid
La primera noticia que se tiene de la existencia de un matadero en Madrid se remonta al reinado de los Reyes Católicos, cuando se reorganizó el gremio de los carniceros en 1502. A partir del siglo XVI se instalaron sucesivamente en diversos emplazamientos mataderos dedicados al despiece de reses en Madrid. Una de las primeras carnicerías se encontraba en la que era la plaza del Arrabal (actual Casa de la Carnicería en la Plaza Mayor). Las reses adquiridas en diversas granjas de los alrededores de la ciudad solían aguardar en las dehesas de la Arganzuela y Amaniel su turno de matanza. La carnicería de la plaza del Arrabal fue traspasada por mandato de Enrique IV a la plaza de San Ginés junto al Hospital de Santa Cruz.
El siglo XVI comenzó con un matadero de reses vacunas ubicado en la calle de Toledo junto al Hospital de San Lorenzo (este matadero fue restaurado por Antonio Sillero). A comienzos del siglo XVII se construyó un matadero en el cerro de la calle Ribera de Curtidores, en la actual plaza de Cascorro. A este cerro se le denominó del Rastro. La palabra rastro era empleada entonces como la denominación del sitio donde se mata y desuella el ganado destinado a abasto público. Algunos de los subproductos del matadero le permitían a otros gremios el trabajo en sectores tales como el curtido de pieles. Poco a poco esta zona fue convirtiéndose en un mercado de verduras y otros objetos, lo que constituiría el origen remoto del Rastro actual. La llegada de Felipe II a la ciudad y su decisión de trasladar allí la corte hizo que se incrementara la población, y este continuo ascenso empujó a los mataderos a las afueras de la ciudad, a los bordes de su creciente periferia. En la plaza de Santa Bárbara se instaló durante el reinado de Carlos III un matadero y saladero de carne de cerdo. Este matadero fue abandonado posteriormente y se convirtió, ya a mediados del siglo XIX, en una institución penitenciaria popularmente conocida como el «saladero». En el siglo XVIII la matanza de cerdos no estaba regulada por el municipio y se encontraban numerosos mataderos a lo largo de la ciudad. Por el contrario, la matanza de vacuno y de ganado lanar se encontraba más centralizada en los mataderos municipales. 
El creciente volumen diario de entrada de ganado a través de la Puerta de Toledo, así como el crecimiento del radio urbano hizo que se considerara la zona cercana a dicha puerta como la más adecuada para nuevo matadero. La casa-matadero se instaló parcialmente en el edificio del Hospital de San Lorenzo. En la adaptación del edificio participó el arquitecto Lorenzo Domingo Joan. Se trataba de una construcción sencilla que estaría sometida a constantes reparaciones. Además, ya en el siglo XIX, se prohibió el acceso de animales al recinto de la ciudad a no ser que se hiciese por la Puerta de Toledo. Esto hizo que dicha calle fuese la más ganadera, continuamente llena de reses subiendo por ella. Sin embargo, el crecimiento de la población hizo que la casa-matadero no fuera capaz de satisfacer la creciente demanda de las carnicerías madrileñas. Todavía en 1841 el arquitecto municipal Juan José Sánchez Pescador realizó diseños para la rehabilitación de la casa-matadero con el objetivo de modernizar y ampliar sus instalaciones, que habían quedado insertas en la ciudad debido al crecimiento de la misma en esa zona de la calle de Toledo. Algunos autores, como Nicolás Malo, se hicieron eco de la situación y denunciaron públicamente el estado de la casa-matadero. Otros críticos fueron el propio comisario del matadero, José María de Alós. Se comenzó a pensar en el posible traslado de la casa-matadero de la Puerta de Toledo, al querer instalar el nuevo mercado de ganados en la dehesa de la Arganzuela, por lo que el matadero tendría que construirse cerca. El mercado de ganados se encontraba desde 1869 más allá de la Puerta de Toledo, en un terraplén relativamente cercano. Era a finales de siglo XIX una necesidad del ayuntamiento la de mejorar la situación y construir un mercado dedicado a esta actividad.

### Selección de la ubicación: la dehesa de Arganzuela
El 9 de enero de 1899 el ayuntamiento de Madrid convocó un concurso para la construcción del nuevo mercado de ganados y paradores en la dehesa de la Arganzuela. Se presentaron tres proyectos: el de los arquitectos Manuel Busto y José Espelius; el segundo de Andrés de Lorenzo y Enrique Martí Perla (responsable de la construcción de la Colonia de los Carteros); y un tercero de Joaquín Saldaña. El ganador fue Saldaña, que presentó un proyecto de composición simétrica de pabellones en torno a un edificio de administración. Estaba inspirado de los ya existentes en París y Londres. Tras la aprobación dada por el consistorio el 13 de julio de ese año, comenzaron los problemas debido a la falta de presupuesto y a disputas diversas. El proyecto quedó en suspenso y Saldaña recurrió en varias ocasiones ante los tribunales. A finales del siglo XIX los dos establecimientos para el abasto de carnes de la ciudad, el matadero del Rastro y la casa-matadero de la Puerta de Toledo, resultaban insuficientes para la población madrileña. Es muy posible que se comenzara a considerar la concentración de ambas instalaciones, y que fuese además en la dehesa de la Arganzuela. Se solicitó información sobre el diseño del matadero de Zaragoza, que había sido proyectado anteriormente por Ricardo Magdalena en el año 1878. El objetivo era saber el alcance de la obra, en el caso de diseñar un matadero junto al propuesto mercado de ganado.
A pesar de todo ello, el Ministerio de la Gobernación redactó una real orden el 17 de abril de 1902 indicando que la construcción de un nuevo matadero era "uno de los remedios más urgentes y de resultado más inmediato". En esta época el ayuntamiento de Vallecas, entonces municipio independiente, proyectó el levantamiento de un matadero ubicado en el barrio de Nueva Numancia. Su petición de comienzo de obras fue finalmente denegada. El 6 de abril de 1905 un real decreto permitió a los ayuntamientos de más de 10 000 habitantes hacerse responsables de las ampliaciones y modificaciones de los mataderos. Esta ley también permitía la contratación del diseño arquitectónico de los mataderos sin requerir un concurso público. Finalmente, el arquitecto municipal Luis Bellido recibió en el año 1907 el polémico encargo directo de iniciar el estudio de un nuevo matadero y mercado de ganados municipal, dejando sin efecto el concurso público que se había convocado anteriormente en 1899 y del que había resultado ganador Joaquín Saldaña, inmerso en recursos judiciales contra el Ayuntamiento. Con este encargo, Luis Bellido recibió la posibilidad de realizar la que sería su obra cumbre. Este encargo le permitiría también ejecutar y ser responsable del futuro Plan General de Mercados de Madrid (1927-1935).
Entre la propuesta ganadora de Saldaña mediante concurso y la designación municipal de Bellido pasaron ocho años. En este tiempo se perfilaron las vías de acceso de ganado, se trazaron vías de ferrocarril, se estudiaron servicios sanitarios y de inspección, etc. El verano de 1907 se le concedió a Luis Bellido presupuesto municipal para que realizara un viaje exploratorio a través de diversas capitales europeas y pudiera realizar un diseño fundamentado en esta experiencia comparativa. Se desechó la visita a Estados Unidos, por poseer un régimen peculiar de difícil aplicación al español. Por su parte, aunque todos los países del ámbito mediterráneo poseían estructuras de matadero siguiendo el modelo francés, fue el modelo alemán de organización de mataderos el que finalmente inspiró a Bellido en el diseño del nuevo matadero de Madrid. Bellido visitó instalaciones de Berlín, Colonia, Breslau, Offenbach y Leipzig. En todas ellas, mercado y matadero constituían dos partes adyacentes. Había naves de degüello especializadas para cada tipo de animal (vacuno, terneras, lanar, porcino), naves diáfanas, empleo de monorrieles eléctricos para el transporte de carcasas, estaciones frigoríficas y áreas sanitarias. Todo este estudio se presentó en abril de 1910, y sería publicado como una memoria explicativa de casi 150 páginas sometida a revisión ocho años después. Ya el 12 de mayo de 1908 presentó Bellido una propuesta de borrador para su aprobación. Esta fue aprobada el 28 de enero de 1909, dando paso a la formulación definitiva, con introducción de algunas modificaciones, en 1910.
El ayuntamiento consideraba, por informes de 1888, que la ubicación ideal de nuevo matadero y mercado de ganados debería ser en la zona sur de la ciudad, próxima al río y los ferrocarriles. Se eligió como emplazamiento la dehesa de Arganzuela, prado junto al río que era propiedad del ayuntamiento y en el que apacentaba el ganado antes de ser sacrificado en la casa-matadero de la Puerta de Toledo. El lugar había sido criticado por la insalubridad del río y por su baja cota, lo que dificultaba las labores de desagüe del terreno. Sin embargo Luis Bellido en su memoria afirmó que esa era la posición más adecuada para su enclave siempre y cuando se realizaran obras para elevar la rasante del terreno. El coste de esta operación motivó que se consideraran otros emplazamientos, pero como en 1910 el proyecto de canalización del Manzanares se encontraba en estado avanzado, finalmente se optó por la dehesa de la Arganzuela, modificando los diseños iniciales del alcantarillado. Este cambio de diseño abarató las operaciones de enrase y finalmente hizo que la dehesa fuese una opción aceptable.

### Construcción del nuevo matadero
Tras la descripción proporcionada en el diseño del matadero de 1910 por Bellido, que él mismo denominaría "una pequeña ciudad productiva", el ayuntamiento sacó a concurso público el 9 de septiembre de ese mismo año la construcción del matadero y mercado de ganados según el Pliego de Condiciones Facultativas redactado por Bellido. El concurso se inclinó porque la adjudicación de la contrata recayese en el reputado ingeniero de Caminos José Eugenio Ribera. La compañía de Ribera se comprometió por contrato con el ayuntamiento de Madrid firmado en marzo de 1911 a finalizar la obra en dos años y medio. José Eugenio Ribera era uno de los pioneros en el uso del hormigón armado en España y en los complejos cálculos de estructuras necesarios para usarlo. Era precisamente el hormigón lo necesario para poder construir naves diáfanas en las que fuera posible realizar las operaciones de matarifes. La colaboración entre Bellido y Ribera fue tan productiva que en construcciones futuras ambos continuaron la colaboración. La obra dio comienzo el 21 de junio de 1911 tras haberse desbrozado el terreno. Las obras sufrieron varias interrupciones y suspensiones debido a desajustes presupuestarios en el ayuntamiento. Uno de los primeros problemas que afectó a la construcción fue la carestía de hierro debido al desarrollo de la Primera Guerra Mundial. 
|                      |
| Cenefas de baja cota |

|                      |
| Cenefas de cota alta |

El 24 de diciembre de 1915 el ayuntamiento formó una comisión técnica para informar del avance de las obras. Esta comisión resaltó algunas deficiencias en la cimentación, aunque tras diversas visitas y consideraciones aceptó finalmente que eran de menor importancia. En diciembre de 1916 el ayuntamiento abría concurso público para realizar las instalaciones de servicio del matadero: las frigoríficas y las de carácter sanitario. Para poder alojar dichas instalaciones, la mayoría de los edificios que las alojarían ya estaban acabadas en febrero de 1918. Un año después se adjudicaba la instalación frigorífica y en agosto de este año se adjudicaban las instalaciones mecánicas a la empresa parisiense Casa Dyle et Bacalan. La previsión de apertura de las funciones de matadero era para octubre de 1920, pero no se llevó a cabo. Tampoco la estimación que se hizo de marzo de 1922. Al final no hubo una apertura general de las instalaciones sino que se produjo gradualmente entre octubre de 1924 y junio de 1925, cuando se inauguraron los principales servicios: transporte de ganado mediante vías, naves de degüello, mondonguería, mercado de ganado, talleres y naves frigoríficas. La inauguración oficial del mercado de ganado de abasto y labor tuvo lugar en julio de 1924 y la del matadero en octubre del mismo año. 
La ejecución general de la obra siguió las pautas iniciales de Bellido. Hubo que modificar algunos diseños de fundaciones debido a que las medidas de estructura del subsuelo realizadas con las calicatas iniciales no resultaron ser fiables. Algunas naves sufrieron modificaciones en el diseño, al igual que el depósito de agua. Se sabe de los cambios realizados por las fotografías que incluye el libro de Bellido "El Nuevo Matadero y Mercado de ganados", publicado en 1918. El proyecto estuvo abierto y sometido a nuevas incorporaciones, como el matadero de volatería, proyectado también por Bellido en 1926 y realizado por Francisco Javier Ferrero Llusiá. El presupuesto inicial que se estableció en 1910 de cerca de nueve millones de pesetas para la construcción del matadero y del mercado, se había triplicado en 1925. Se conoce el estado final del matadero y del mercado por las fotografías aéreas que realizó el Ejército del Aire durante los estudios cartográficos de 1927.

### Puesta en explotación
Tras el largo proceso constructivo, que duró casi diecisiete años, el inicio de las operaciones en el matadero coincidió con el comienzo de la aplicación del Plan de Abastos y Mercados para Madrid. Este plan permitía la construcción de una red de mercados de abastos ubicados en diferentes puntos de la ciudad. Desde el inicio se puso a cargo del matadero y mercado de ganados al ilustre veterinario Cesáreo Sanz Egaña, creador y promotor de la inspección científica de las carnes en España, así como investigador de la historia de la veterinaria. Sanz Egaña procuró mantener al mínimo la plantilla que operaba en el complejo. Indicó en su primera memoria, datada en 1926 que, en el primer año de funcionamiento la partida de personal consumía un poco más del setenta por ciento del presupuesto total. A pesar de todo, ya en los primeros años de funcionamiento el matadero fue objeto de numerosas críticas por parte de la prensa madrileña. Estas críticas hicieron que el ayuntamiento tomara cartas en el asunto creando una comisión de investigación presidida por el teniente de alcalde Augusto Barrado, que emitió su informe en julio de 1927. Este mostraba algunas deficiencias. En el terreno económico afirmó que existía una desproporción entre el incremento de gastos y la producción del matadero, sobre todo en personal. Hacía mención a la entrega excesiva de gratificaciones a algunos empleados directivos. El informe también mencionaba las instalaciones de saneamiento que funcionan mal a su juicio debido a la escasa pendiente, lo que impediría verter al río los residuos. También hacía notar la escasez del agua, que impediría la higiene más básica a los matarifes. También criticaba la excesiva distancia (de kilómetro y medio) existente entre la mondonguería y las naves de matanza. Finalizaba proponiendo una serie de medidas que, sin embargo, no fueron tomadas en cuenta por el ayuntamiento.
En el periodo 1927-1930 el arquitecto Fernando de Escondrillas construyó para los trabajadores del matadero la adyacente Colonia del Pico del Pañuelo (conjunto de casas amarillas). El 23 de abril de 1935 se inauguró el Mercado Central de Frutas y Hortalizas al otro lado de la calle que accedía al puente de Andalucía desde la plaza de Legazpi, en el último terreno libre de la antigua dehesa de Arganzuela (deshabilitando simultáneamente el que había en la primera planta del Mercado de la Cebada).
El matadero estuvo en funcionamiento casi durante seis décadas. Pocas modificaciones hubo en sus instalaciones, mientras que el entorno sufrió un aumento incesante de población. Durante la defensa de Madrid en 1936 el matadero se encontraba muy cercano a la línea del frente, por lo que se emplearon algunas dependencias como depósito de municiones (a disposición de las columnas Clairac y Escobar).

### Centro de reclusión de mendigos

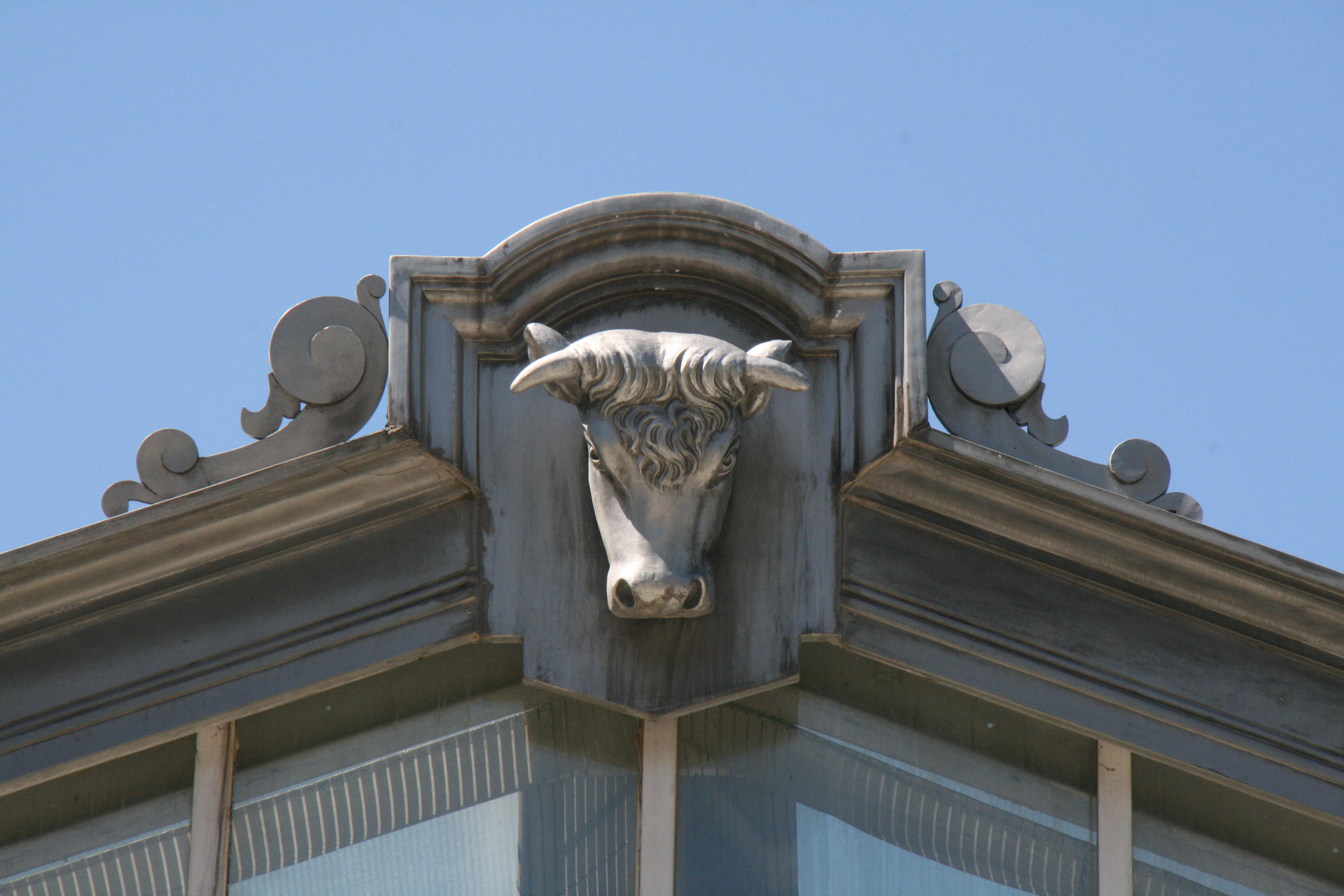
Decoración de cabeza de vaca en la Nave de Patatas.

Aunque tras la Guerra Civil algunos edificios del complejo continuaron su uso como matadero así como de almacén de patatas, se habilitó el 15 de marzo de 1941 un centro de reclusión de mendigos llamado de forma eufemística "Albergue para mendigos" con un aforo de 3.000 personas. Los recintos destinados al centro se encontraban en la zona norte del complejo, y las personas que llegaban a él lo hacían contra su voluntad. Tras los cuatro años que duró el asedio de la ciudad y los habituales bombardeos muchas personas se encontraron sin hogar, viviendo en la calle o en distintos núcleos de chabolas de la ciudad. Este albergue operó como centro de reclusión y clasificación por el Servicio de Represión de la Mendicidad, que junto con otros centros como el Palacio de las Misiones de Barcelona o el Campo de concentración de Las Arenas de Sevilla, cumplían con el objetivo de "limpiar" las calles de personas sin hogar (en su mayoría del bando perdedor) amparados por la Ley de vagos y maleantes de 1933. Durante un tiempo convivieron en las instalaciones de Matadero el centro de la Falange con el Parque Sanitario Gran Albergue, otro centro de detención de mendigos abierto durante la Segunda República, dotado de 1.500 plazas y cerrado al finalizar la Guerra Civil.La ubicación del Albergue para mendigos en Matadero Madrid no es una decisión casual, se encuentra cerca de Atocha donde cientos de personas llegaban desde otros puntos de la península buscando una vida mejor.
Una vez en el centro se clasificaban según distintas características. Los varones que eran considerados como aptos para trabajar eran enviados a la Colonia de Boadilla del Monte con el objetivo de «su reeducación bien en la granja avícola, en la agrícola o en los pabellones destinados al aprendizaje de diversos oficios, todo bajo una severa disciplina». A las gentes procedentes de otras provincias se las enviaba de vuelta a sus lugares de origen, los ancianos eran tutelados por la Asociación Matritense de Caridad, los niños eran encargados a la organización falangista Auxilio Social y las mujeres jóvenes (entre 16 y 23) se enviaban al Patronato de Protección a la Mujer. Debido a las bajas condiciones de salubridad y acondicionamiento de las instalaciones se tiene constancia de la muerte de 838 personas sólo en invierno de 1941 según el Informe sobre la moralidad pública en España correspondiente a 1942, tanto de frío por las noches como por otras causas sin especificar.Para el control estatal de los movimientos de la población se estableció un sistema de pasaportes internos, vigente hasta 1948.
Tras la apertura del centro en marzo del 41, y debido a la saturación del mismo, el 28 de julio de 1941 se inauguró un segundo albergue con 500 plazas destinado a los hijos de los mendigos ya recluidos en el albergue, y gestionado por Auxilio Social. en los primeros tres meses se detuvieron más de 4000 niños. A los niños y niñas detenidos en Madrid que no tenían familiares eran enviados a un centro llamado Hogar de Recuperación de Isla Cristina tras lo cual eran enviados a distintos centros de Auxilio Social situados en otros lugares de España.
No obstante se continuaba utilizando las instalaciones como matadero, una prueba es que en el año 1943 el arquitecto Miguel Ángel Esteve realizaba un pabellón de autopsias. Lo mismo ocurría en el mercado, ya que en 1945 se construyeron abrevaderos. 

### Declive como matadero y rehabilitación
Mediante la "Ley Arganzuela" de 1967 el Estado cedía al ayuntamiento de Madrid los terrenos de la antigua dehesa de Arganzuela, para que en un plazo de diez años convirtiera el solar del Matadero y Mercado de Ganados y el del Mercado Central de Frutas y Hortalizas en una zona verde: el Parque de la Arganzuela (situado entre el paseo de las Acacias y el de Santa María de la Cabeza). Al entrar en los años setenta las instalaciones empezaban a quedarse obsoletas. El ayuntamiento creó en 1973 una empresa mixta denominada Mercamadrid. Las asociaciones vecinales alentadas por la "Ley Arganzuela" solicitaban una reconversión a dotaciones socioculturales, y las corrientes políticas en el ayuntamiento ya comenzaban a pedir el desmantelamiento. El arquitecto Javier Ferrero concluyó la primera fase del vecino parque de Arganzuela en mayo de 1969, la segunda fase, que contemplaba la demolición del Matadero y Mercado de Ganados fue prorrogada en 1977. A pesar de existir casos en ese mismo año como la demolición del mercado de Olavide existía ya una conciencia creciente sobre la defensa del patrimonio urbano. 
En los años ochenta se transformó el edificio de dirección y administración, la Casa del Reloj, en sede de la Junta Municipal del distrito de Arganzuela. Estas obras fueron ejecutadas por el arquitecto Rafael Fernández-Rañada. A mediados del año 1981 todavía se realizaron obras de mejora con el objeto de remodelar y adaptar sus instalaciones a la normativa vigente. En 1983 se modificó la Ley Arganzuela para que pudiera respetarse el entorno del matadero y no se viese afectado por demolición alguna debido a las obras posteriores en la zona. Con la incorporación de España a la Comunidad Económica Europea (12 de junio de 1985), se realizaron una serie de cambios para adaptar el funcionamiento del matadero madrileño a la normativa europea. A pesar de estar todavía en funcionamiento las instalaciones, los planes de reconversión anuncian la parada inminente. Las condiciones higiénicas y sanitarias eran deficientes y la productividad muy escasa. Tras un real decreto que exigía un tratamiento más exhaustivo en el sector cárnico, el ayuntamiento decidió cerrar las instalaciones en lugar de adaptarlas a la nueva normativa. Finalmente el 2 de enero de 1996 se clausuró definitivamente el matadero. En 1997, el nuevo Plan General de Ordenación Urbana de Madrid incluyó el Matadero Municipal en el Catálogo de Edificios Protegidos, asignándole el Nivel 2 de protección (estructural). Esta actuación, junto con la Ley 23/1983, daban protección a la zona. El 20 de junio de 2002 se aprobaba definitivamente el Plan Especial de intervención y adecuación arquitectónica. Se incluía en él los cercanos talleres y parque de limpiezas municipales, obra de estilo racionalista de 1933 de los arquitectos José de Azpiroz y Javier Ferrero (edificio Parque Sur).

### Reconversión de las instalaciones de la zona sur en espacio cultural

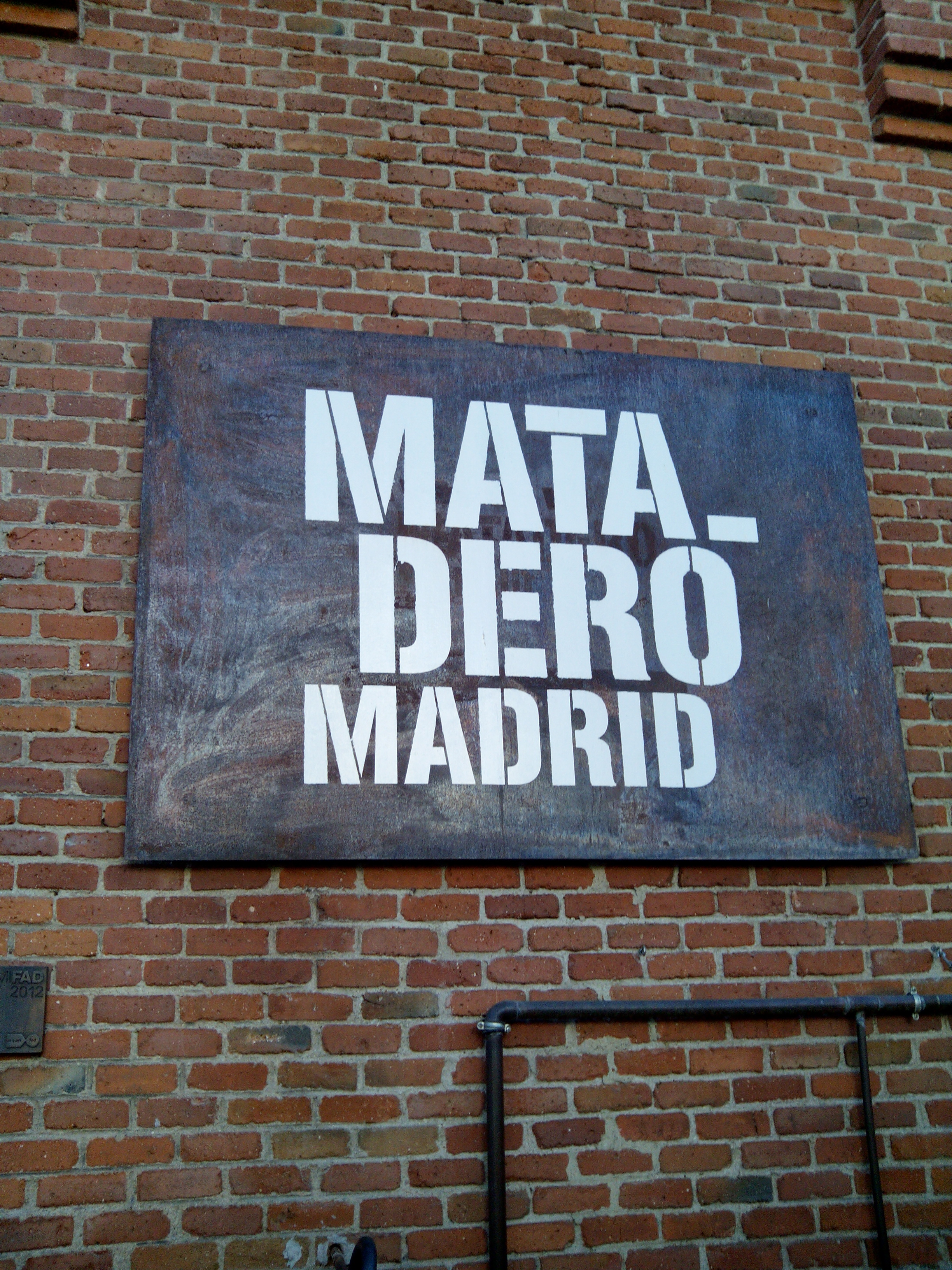
Cartel en una de las entradas al espacio del antiguo matadero.

Tras la clausura como matadero en el año 1996, se fueron sucediendo propuestas de usos alternativos del espacio: Museo de Arquitectura, bibliotecas municipales, multicines, centro comercial, etc. Mientras tanto, los edificios del matadero quedaron abandonados y sin acceso público. Algunas actuaciones sobre el entorno definieron lo que se denominó como Parque del Matadero. Para otros edificios, como la Casa del Reloj, se pensaba ya en la reconversión. Un proyecto malogrado fue el de ubicar en las antiguas caballerizas la sede de la televisión regional, la que luego sería Telemadrid. Se pensó ubicar a la Universidad Nacional de Educación a Distancia para que algunas de las naves acogieran aulas de enseñanza. También se proyectó la denominada Ciudad de las Artes, o más concretamente la Ciudad de la Cultura, el Ocio y la Tecnología, que se iba a instalar en las naves de degüello. Durante su proceso de reconversión se firmó un convenio en 2003 para que la Fundación ARCO albergase su colección permanente (166 obras de 133 artistas) en las antiguas naves de exposición de ganado lanar y porcino. Finalmente se abandonó la idea.
En los años noventa se transformaron los antiguos establos de vacuno en sede del Ballet Nacional de España y de la Compañía Nacional de Danza, obra del arquitecto Antonio Fernández Alba. Las operaciones de renovación y transformación cultural se enlazaron dentro del denominado Tridente Barroco formado por el paseo de las Delicias, el paseo de Santa María de la Cabeza y la ronda de Atocha. El arquitecto Guillermo Costa restauró en 1991 la nave de mercado de ganado (nave de patatas) y la convirtió en un invernadero al estilo decimonónico, manteniendo la planta de la nave en sus cinco sectores, en cuatro de los cuales se simularon microclimas para zonas tropicales y subtropicales. El invernadero supera en tamaño y en cantidad de especies al invernadero de Atocha.
Una de las primeras actuaciones sociales nació del convenio suscrito entre el ayuntamiento y la Fundación Sánchez Ruipérez el 3 de octubre de 2002 para establecer la Casa del Lector en las dos naves de degüello de vacuno.
En 2004 se iniciaron en la zona del matadero las obras de soterramiento de la M-30. Del mismo modo la sustitución y traslado del vecino puente de Andalucía o la desaparición del Puente de Praga. En 2005 comenzó la transformación del espacio sur del antiguo complejo en un centro donde desarrollar diferentes actividades culturales y artísticas. La rehabilitación del vestíbulo y el espacio Intermediae, abierto en febrero de 2007, fue obra de Arturo Franco, en la que se da protagonismo al hierro y vidrio.

## Composición de edificios

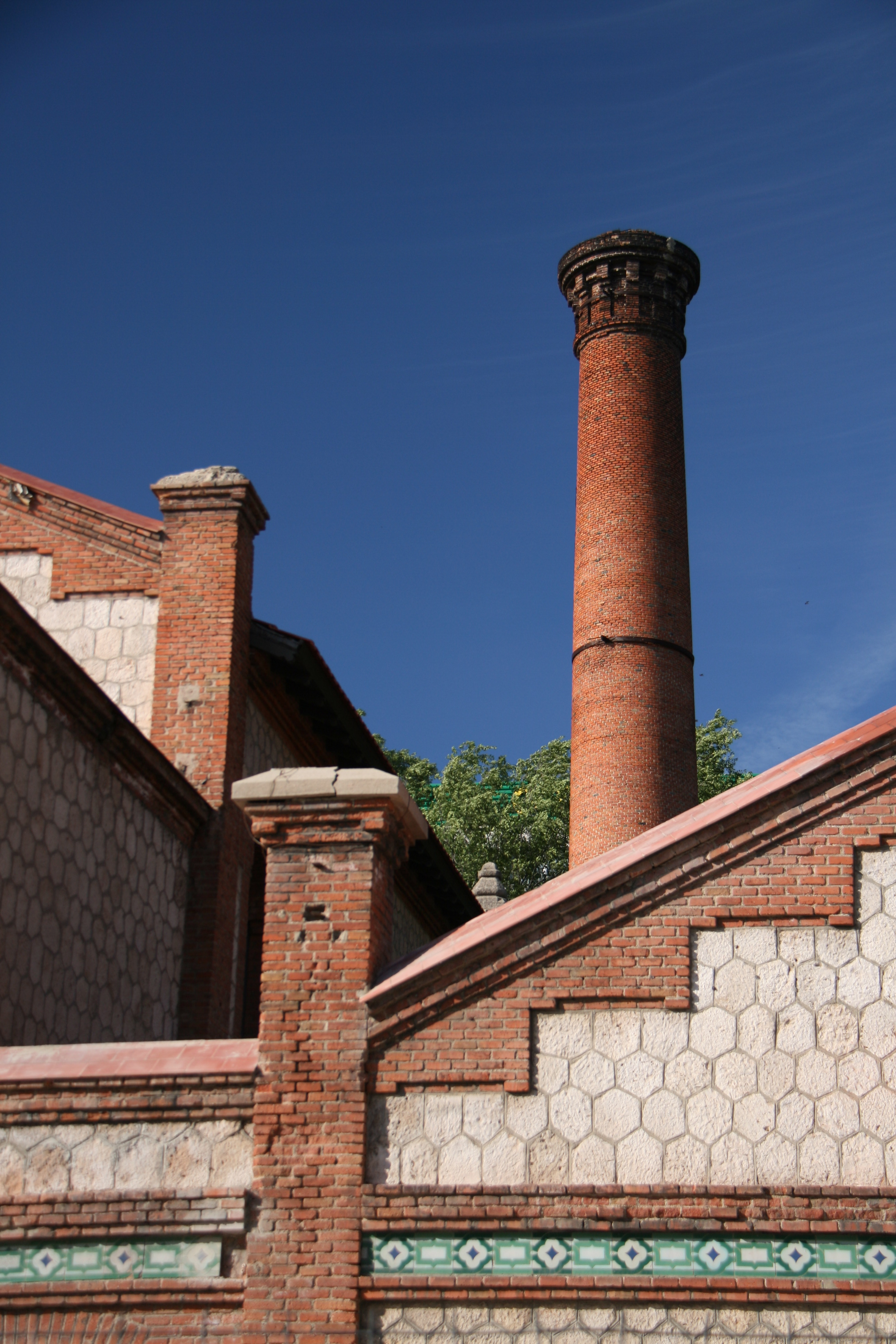
Chimenea construida en los años 20

Inicialmente se levantaron 48 edificios en los terrenos del matadero y del mercado, que posteriormente en 1921 aumentaron a 64, de acuerdo con el recuento de su primer director, Cesáreo Sanz Egaña. Los materiales empleados correspondieron a los empleados en los monumentos de Madrid: piedra berroqueña en zócalos, ladrillo visto y mampostería descubierta al exterior. Los paramentos tienen el estilo del aparejo toledano típico de Castilla. El estilo de Bellido se asemeja a la corriente del Werkbund con claras trazas de estilo neomudéjar. Resulta clara la ordenación y disposición de los edificios en el recinto con respecto a las funciones diarias de mercado de ganado, estabulación, sacrificio y finalmente venta a mercados de abastos.
La fachada exterior del conjunto se encontraba cerrada con una cerca sin vanos. La entrada al recinto fue, desde los comienzos del funcionamiento del matadero, una puerta con verja desde el Paseo de la Chopera, existente frente a la casa de contratación (hoy Casa del Reloj). Esta puerta se conserva desde la rehabilitación del conjunto y da acceso a las instalaciones de la Junta Municipal, a Matadero Madrid (a la izquierda), y a la zona en la que se encuentra el invernadero (a la derecha). Adicionalmente existían unas puertas, también en el Paseo de la Chopera, que permitían el acceso del ganado al mercado de abasto. Se encontraban a la izquierda de los establos para vacuno, donde actualmente se encuentra la sede de la Compañía Nacional de Danza y el Ballet Nacional de España. En paralelo con la avenida del río Manzanares existía una línea ferroviaria que recorría la parte trasera de este a oeste. Esta línea férrea constituía el límite occidental del recinto y poseía muelles de embarque y desembarque de ganado. La zona meridional se encuentra limitada con la plaza de Legazpi.
La parte noroeste del cercado desapareció durante las reformas que el recinto fue sufriendo en sus últimos años en funcionamiento y al irse rehabilitando las instalaciones de la parte norte del recinto. Desde la rehabilitación del Matadero, lo que queda de esta parte norte del antiguo recinto se encuentra integrada en el parque Madrid Río. Tras la creación de Matadero Madrid, que ocupa únicamente la sección sur del antiguo recinto, se abrieron nuevas puertas de acceso. En 2007 se abrió una a la altura de las naves de degüello de vacuno, entre la antigua puerta y la plaza de Legazpi, con el objeto de dar acceso a algunos de los edificios del interior. Posteriormente se abrió un acceso en la plaza de Legazpi, otro desde el parque Madrid Río (en el extremo noroeste del nuevo recinto) y otro desde la Casa del Reloj. 

### Pabellón de Servicios Generales (Casa del Reloj)
Este edificio, con funcionalidades de administración, estaba situado en el centro del recinto, entre las actividades de matadero y mercado de ganados. Su fachada se encontraba frente a la entrada principal, desde el Paseo de la Chopera. El edificio tiene dos pisos y un sótano, que tenía funciones de almacén. En la planta inferior se hacían las operaciones de dirección y administración, la contratación y había también un restaurante. La zona de administración albergaba los despachos para el director y el concejal, así como el salón de reuniones del ayuntamiento. Esta planta poseía la denominada Bolsa de contratación de carnes vivas y muertas, directamente intervenida por la administración municipal. Esta bolsa era la sede de las transacciones comerciales entre ganaderos, tratantes y carniceros y tenía la forma de un amplio patio interior cubierto. Esta primera planta poseía además una biblioteca y hemeroteca especializadas en temas veterinarios. Ya en la década de 1980 este edificio había sido excluido de la demolición gracias al Plan Parcial de Ordenación del Parque de la Arganzuela. 
La planta superior era una especie de fonda con setenta habitaciones y veintinueve viviendas de empleados, todas ellas con salidas independientes al exterior del edificio. La torre elevada posee un reloj de torre que gobernaba las operaciones diarias del matadero. Este edificio se encontraba en una plaza rectangular que separaba simétricamente el matadero (situado a la izquierda) del mercado de ganados (a la derecha). A la derecha de la puerta principal se encontraban el denominado "encerradero de perros" para evitar su circulación por las instalaciones (evitando posibles transmisiones de enfermedades), las cocheras para vehículos de tracción animal y los carros del establecimiento, las cuadras para caballería (de capacidad para catorce animales) y el puesto de incendios. Desde finales de los años noventa es el edificio de la Junta Municipal de Distrito de Arganzuela. 

### Las naves de degüello

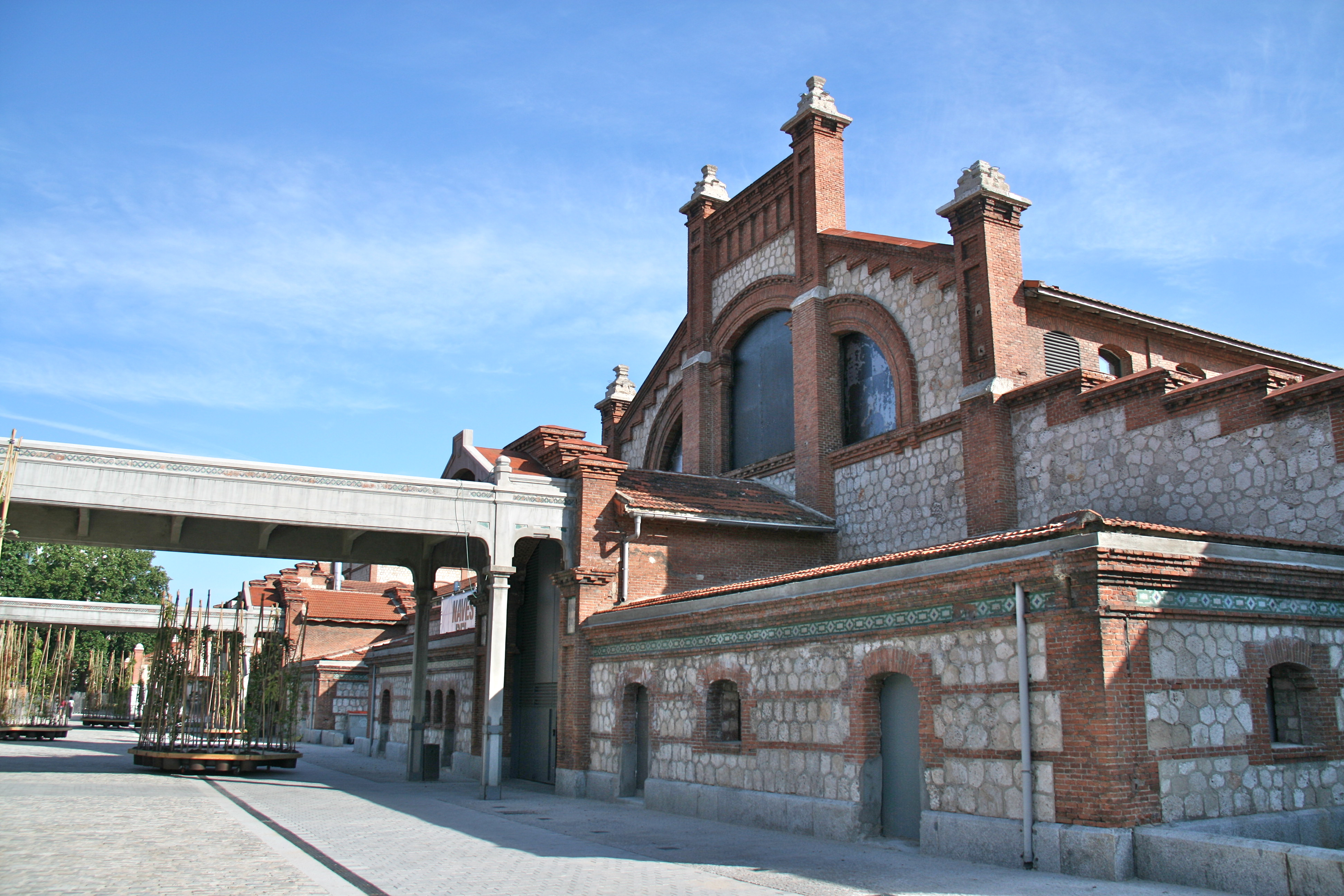
Nave de degüello de ganado lanar y su marquesina de hormigón (vista septentrional).

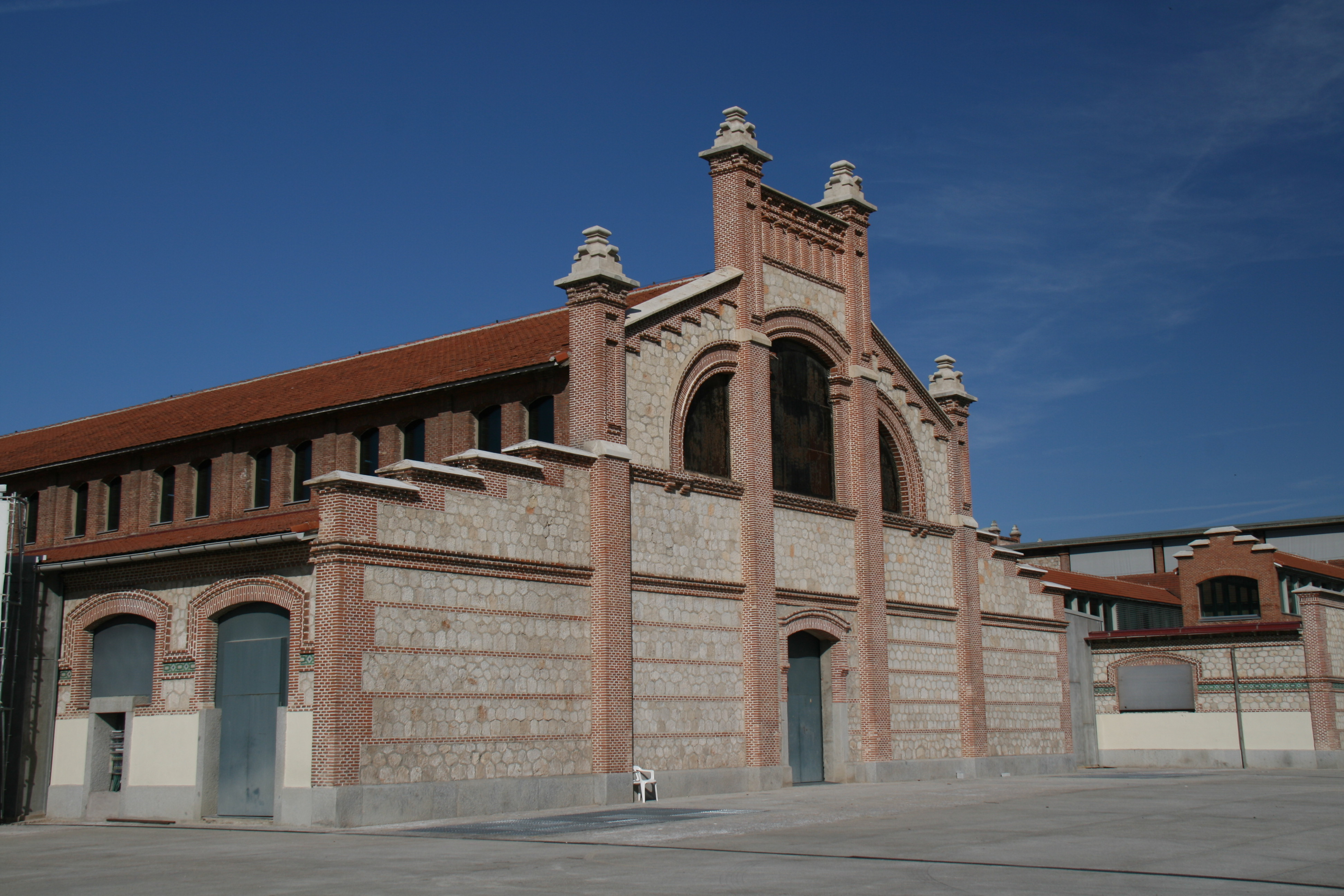
Nave de degüello lanar, entrada de reses (vista meridional).

Las naves de degüello constituyen un conjunto de cinco edificios paralelos situadas en la parte meridional del recinto (matadero). Se disponían de forma paralela al Pabellón de Servicios Generales y estaban dedicadas a la matanza (o degüello) de los diversos tipos de ganados. Su posición relativa al resto de edificios del matadero es céntrica, ya que delante de ellas se encontraban ubicadas las naves de oreo, los colgaderos y las cámaras frigoríficas, y tras ellas las naves de estabulación, exposición y venta (de ganado lanar y porcino). Las naves, de derecha a izquierda (mirando desde el Paseo de la Chopera), son: vacuno (dos naves de idéntico tamaño), de degüello de terneras (la más pequeña, con 830 m²), de lanar (1653 m²) y de cerdos (la mayor, con 2318 m²). Entre las dos naves de sacrificio de ganado vacuno y la de terneras se dejó un espacio libre para futuras ampliaciones. Este espacio nunca se empleó y quedó como una especie de plaza interior. Se denomina desde la rehabilitación del Matadero Municipal en espacio cultural como "Plaza Matadero". El ritmo medio de matanzas era de 400 o 500 cabezas diarias de ganado vacuno. El ritmo de lanar alcanzaba el de 5.000 cabezas. 
Cada nave tiene tres naves longitudinales, con la central de mayor altura (disposición basilical). En la parte superior de cada nave de degüello, en la nave longitudinal central, se disponían los huecos para iluminar y ventilar el interior, ayudados por los ventanales de los hastiales. En las dos naves laterales de menor altura se realizaban las operaciones de degüello. En la nave central se realizaban las tareas de pesado (romaneo). La idea de funcionamiento rutinario era que desde la parte trasera de las naves (la más cercana al río) entraban las reses mediante un sistema de burladeros interiores capaz de permitir la máxima seguridad a los matarifes. En el interior las naves se procedía a la matanza. Por la salida norte de las naves de degüello se sacaban las carcasas, mediante un sistema de monorrieles fijado a una marquesina de hormigón que cruzaba la calle intermedia, pasando de esta forma a los colgaderos y naves de oreo. Desde ahí se distribuía a los vehículos. Si el material no se despachaba se almacenaba en las cámaras frigoríficas.
La disposición interior de la nave de degüello de cerdos era diferente al resto, debido a que el proceso de matanza porcino lo requería. Siendo de superficie más grande debido a la concentración de servicios de procesado que requería tras la matanza. 
El conjunto fue construido entre 1911 y 1918. Se realizaron primero las dos naves de matanza de vacuno, de terneras y de lanar, prácticamente al mismo tiempo. La de porcino es posterior. Tras la instalación de los servicios, funcionaron como naves de degüello desde 1924 hasta 1996. Finalmente se rehabilitaron entre 1997 y 2003 como espacios culturales, que posteriormente se integraron en Matadero Madrid. La restauración eliminó elementos añadidos posteriores a la construcción, así como el sistema aéreo de transporte de reses mediante monorrieles. Las dos naves de degüello de vacuno (las primeras en ser restauradas) son actualmente la Casa del Lector de la Fundación Sánchez Ruipérez (desde el 3 de marzo de 2002). El resto de naves de degüello está ocupado desde la rehabilitación del conjunto por el espacio denominado Naves del Español, dedicado al teatro.

### Las naves de estabulación, exposición y venta de lanar y porcino
Estas dos naves de gran tamaño se encuentran entre las naves de degüello y el río y formaban parte del sector de mercado de ganados. Su posición estaba diseñada para facilitar el traslado de las reses a sacrificar desde los muelles de descarga del ferrocarril y posteriormente a las naves de degüello. Se trata de dos naves idénticas (de ganado lanar la de la derecha y porcino el de la izquierda) con un área cada una de unos 4700 m². Ambas naves se realizaron en el periodo que va de 1911 hasta 1918. Estuvieron en funcionamiento desde 1924 hasta 1996. La nave de ganado lanar permitía estabular cerca de once mil cabezas, mientras que la de porcino podía contener aproximadamente unas cuatro mil.
Para los elementos constructivos se emplea el granito en los zócalos, y el ladrillo visto y la mampostería de piedra caliza (berroqueña). El pavimento se realizó de cemento portland, los muros interiores se blanquearon en la mayoría de los casos de yeso. La crujía occidental estaba dedicada al almacén de piensos, espacio de vigilantes y otros servicios de estabulación. Tras 1996 se realizaron diversas labores de saneamiento en las naves dirigidas por el arquitecto Guillermo Costa.  

### Naves de oreo, colgaderos y sección frigorífica
Las naves de oreo se encuentran en el lado sur del Matadero, ubicadas en paralelo al muro de cerramiento que da al Paseo de la Chopera. Este conjunto de edificios cumple funciones de naves de oreo, colgaderos, sección frigorífica, garaje, laboratorio analítico, retretes y urinarios. Se trata del conjunto de edificios más grande en superficie de todo el complejo. En el interior del matadero, las naves de degüello estaban separaban de las de oreo mediante un pasillo central. Cada nave de degüello posee una marquesina de hormigón que permitía trasladar las carcasas colgadas en monorrieles, recién limpias, a las naves de oreo. Existía un pequeño sistema de ferrocarril para realizar operaciones de transporte a los edificios del secadero, así como hacer de andén de venta y carga de las canales. Este conjunto de edificios posee una cota inferior al de las naves de degüello. De esta forma podían transportarse con escasa dificultad las reses muertas. En el extremo sur del paseo que une las naves de degüello con las de oreo se encuentra el depósito de agua. Las funciones de oreo correspondían sólo a las carcasas de reses de vacuno, el oreo del ganado lanar se realizaba en las propias naves de degüello. La sección de los colgaderos y cámaras frigoríficas es el de mayor tamaño del conjunto. En la fase de funcionamiento del matadero se realizaron la casa de calderas y la chimenea, comenzadas en 1920 y terminadas en 1924.
Existen dependencias para el salazón, la salas de refrigeración con capacidad de almacenaje para la producción de la matanza de un día, sección de máquinas para la generación de presión de agua (en caso de que el Canal de Isabel II no ofreciera presión por deficiencias en la red de distribución). Se instalaron secciones para calentar agua y poder escaldar los despojos. La capacidad del sistema de enfriamiento hizo que se emplearan sus instalaciones para fabricar hielo. La baja ocupación del matadero en 1927 hizo que se empelara la nave en la conservación de huevos y en algunos casos se arrendaron las instalaciones para conservar carne. Estas instalaciones son las que más cambios han sufrido debido a las mejoras tecnológicas en el terreno de la refrigeración. En 1980-1990 se adaptó la edificación a las nuevas normativas de la Comunidad Económica Europea. El funcionamiento de estas edificaciones se adaptó al sistema de instalaciones mecánicas existente en el matadero de La Villette en París, contando con secaderos de pieles que unían las mondonguerías por pasadizos abiertos en forma de pasillos, consiguiendo de esta forma la máxima aireación. Las naves de esta zona del matadero se construyeron en el periodo que va desde 1914 hasta 1920. Aunque en 1996 se cerraron las funciones de matanza, se utilizaron las cámaras frigoríficas para la conservación y venta de carne.

### Mondonguerías, secaderos de pieles

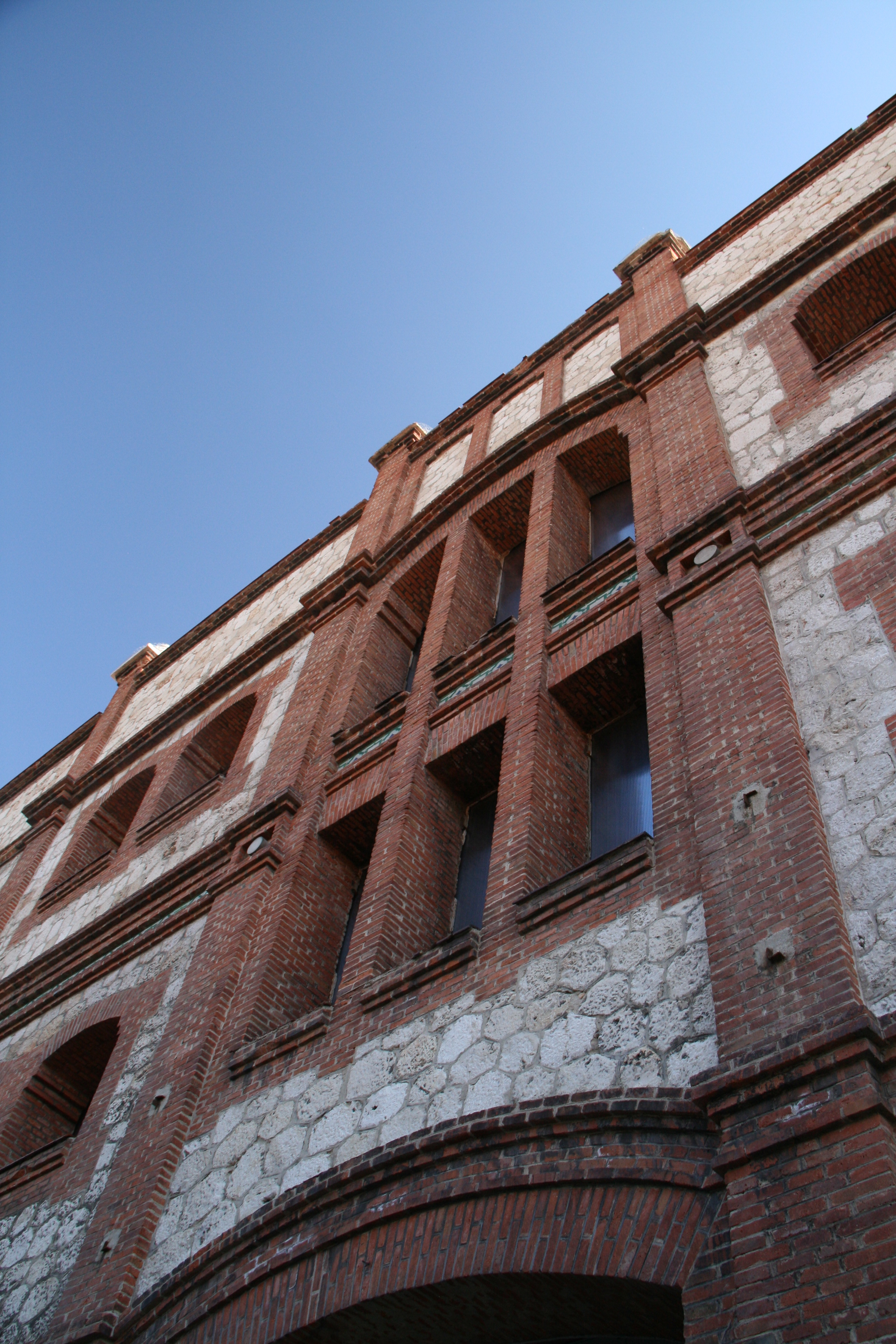
Entrada al edificio de la nave de triperías.

Son los edificios ubicados al sur del conjunto del Matadero, se encuentran junto a al depósito de agua que se encuentra adyacente a la plaza de Legazpi. Esta nave se denominaba de "triperías". La situación se debe a las operaciones específicas de extracción de mondongos (intestinos y panza de vacunos), su secado posterior. Los mondongos de los cerdos se trataban en la nave de degüello correspondiente, de ahí que sea la nave de mayor tamaño (por tener su propia nave de mondonguería en su interior). Tras el vaciado de estómagos y vientres de las reses (realizado en el taller de vaciado), estos contenidos se desplazaban a este edificio. 
El edificio está pensado en tres alturas con un semisótano que se conectan en su interior mediante escaleras y sistemas de montacargas. Ya en el informe Barrado de 1927 se menciona la excesiva distancia de este edificio con respecto a las naves de degüello. Distancia de kilómetro y medio que expone a las tripas a condiciones exteriores poco controladas desde el punto de vista de la higiene. Tras el cierre del Matadero, se ha intentado que este edificio de taller de vaciado, mondonguerías y secado de pieles se convierta en salas de convenciones y congresos.

### Nave de Aves
Este edificio en dos plantas se encuentra en la parte más meridional del Matadero, tras la nave de exposiciones de ganado porcino. Cercana al depósito y al río Manzanares. Las primeras menciones de Bellido en 1910 no hacen referencia a este edificio. Se construyó posteriormente en uno de los solares pensados como ampliación por el arquitecto. La localización excéntrica de edificio así como el retraso en la construcción expresan el bajo interés en establecer la matanza de aves dentro del nuevo Matadero de Madrid. El edificio ocupa un solar rectangular encuentra alineado en sus lados mayores con el edificio de la mondonguería. Este edificio contiene un mayor uso de columnas de hormigón, empleando menos columnas de hierro. La colaboración al comienzo del proyecto del matadero con el ingeniero José Eugenio Ribera, experto en el empleo de hormigón, y la construcción posterior de edificio con Francisco Javier Ferrero posibilita la sustitución del sistema metálico industrial en las estructuras por el de hormigón armado, material empleado repetidas veces por el último de ellos en su obra municipal posterior. 
El edificio se comenzó a construir en el periodo que va desde 1932 y 1933; su funcionamiento como un servicio más el correspondiente al matadero, se produce entre 1933 y 1996, y la etapa de inactividad, desde ese último año hasta 2011. 

### Depósito de agua
El depósito de agua se encuentra ubicado en una de las esquinas limítrofes del solar, aquella que da a la plaza de Legazpi. La dotación de agua a presión es muy necesaria en las operaciones normales de limpieza de un Matadero. Este tipo de depósito elevado se consideró en los planos de Bellido desde sus inicios en 1910. El Canal de Isabel II no pudo garantizar en sus inicios la distribución de agua a la zona (véase: Historia del Canal de Isabel II) debido a que no se encontraba terminada su instalación por esas fechas. Se hizo un esfuerzo y es por esta razón que abrió un ramal desde la Plaza del Emperador Carlos V (Glorieta de Atocha) que pasando paralela por el Paseo de las Delicias alcanzaba al Matadero para alimentar el depósito. El volumen admitido por el depósito es de 800 m³ (dos tercios del gasto normal de una jornada de trabajo en el matadero) y de altura unos 17 metros. Se cargaba por la noche y lograba una presión hidrostática de aproximadamente 1.5 atmósferas, que era la presión suficiente como para realizar las operaciones de limpieza de las canales. 

### Mercado de ganado vacuno y de abastos
A la derecha del Pabellón de Servicios Generales, en el lado opuesto al Matadero se encuentran las instalaciones del Mercado de Ganado de Abastos. En esta zona destacaban las naves de exposición y venta (desde el año 1992 conocido como invernaderos del Palacio de Cristal). El invernadero posee más de 9.000 plantas de 800 especies. Este espacio se dividía en cuatro sectores idénticos, cada uno de ellos separados por vías ferroviarias que facilitaban el transporte de las reses al local, en cada uno de los sectores se encontraban cinco recintos cerrados con compartimentos para colocar las reses en dos filas. Esta disposición facilitaba las circulaciones de personal veterinario y de tratantes para el reconocimiento visual. La estructura se realizó en hierro. 
Alineados con la vía pública se encontraban los establos y corrales. En ellos se insertan edificaciones especializadas en el conteo de las reses, así como de reconocimiento y desinfección del ganado entrante. Se diseñó con una capacidad de diecinueve establos adosados que permitían una capacidad para estabular aproximadamente unas novecientas reses.

## Espacio Cultural: "Matadero Madrid"
La conversión del matadero en un espacio cultural se incluye dentro de otras iniciativas de restauración en España, como son la Laboral de Gijón y la Tabacalera de San Sebastián. Creado en 2006, este Centro de creación contemporánea está promovido por el Área de Gobierno de Cultura, Turismo y Deportes del Ayuntamiento de Madrid; dado su historial, es un lugar de "gran valor patrimonial y arquitectónico". La inclusión a mediados del año 2011 en el Parque Madrid Río hace que el Matadero sea un Espacio cultural dentro de un Parque situado en la ribera del Río Manzanares entre el Puente de los Franceses y el Nudo Sur. El espacio cultural dedica sus instalaciones a exposiciones temporales, al diseño y a la actividad teatral, así como a dar lugar a distintos eventos sociales acordes a la época del año y las costumbres de la ciudad. Además de contar con una programación que promueve la cultura y el debate, también cumple con la función de espacio recreativo. 

### Naves Matadero - Centro Internacional de Artes Vivas
Naves Matadero, institución que nace en marzo de 2017 y cuya dirección artística fue otorgada mediante concurso público a Mateo Feijóo, tiene como objetivo generar un espacio de creación y pensamiento contemporáneos -prestando especial atención a los nuevos lenguajes escénicos y a los territorios de transversalidad- para que funcione como un catalizador entre creadores y ciudadanos. Un espacio en el que las artes escénicas, visuales, la literatura, la filosofía, el cine, la música y las actividades transmedia se interconectan en un programa interdisciplinar. Desde el inicio uno de sus principales objetivos es la internacionalización. Para ello, crea vínculos entre artistas e instituciones que permiten generar redes de trabajo internacionales. Por un lado, la programación se construye en colaboración con institutos culturales y embajadas de distintos países y por otro, los artistas internacionales a su paso por este espacio municipal siempre establecen lazos con el público y con creadores locales a través de encuentros, talleres o colaboraciones artísticas. 
Se encuentra ubicado en el sector meridional del complejo de edificios de Matadero Madrid. La sección de teatro ocupa tres naves centrales alineadas de planta rectangular e interconectadas entre sí: la Nave 10, 11 y 12. Ocupa respectivamente las antiguas naves de degüello de terneras (Nave 12) con una superficie de 830 m², lanar (Nave 11) con 1655 m² y la de porcino (Nave 10) con 2318 m². La rehabilitación de sus aproximadamente 5000 metros cuadrados de planta corrió a cargo del arquitecto Emilio Esteras.
- La Nave 10 alberga una sala de teatro con capacidad para 300 personas, dos aulas, dos salas de ensayos, talleres técnicos, vestuarios y camerinos.El espacio escénico es de 2.500 m².
- La Nave 11 es un gran escenario, el de mayor tamaño, con capacidad para acoger hasta 750 espectadores. El espacio escénico es de 1.200 m². Posee un graderío frontal, una escena y una configuración versátil tras la escena concebida para incluir toda la maquinaria teatral con el objeto de poder realizar diversas representaciones.
- La Nave 12 funciona en su totalidad como un foyer (es decir un vestíbulo de entrada), con una zona de acogida inicial que incluye una cafetería con su terraza y un pequeño escenario móvil. Ha sido decorada por los escenógrafos Juan Sanz y Miguel Ángel Coso.

### Intermediæ y Vestíbulo
Se trata de un espacio creado y preparado para la interacción abierta y el diálogo cultural entre las actividades culturales del Matadero y los ciudadanos. Es un centro experimental para la creación contemporánea financiado en parte por la Dirección General de Proyectos Culturales de la Comunidad de Madrid. Se encuentra ubicado a la derecha, según se entra, por el Paseo de la Chopera. Ocupa parte del espacio dedicado antiguamente a las naves de oreo, colgaderos y sección frigorífica. El espacio de Intermediæ con una superficie de aproximadamente 2700 m² ha sido intervenido posteriormente en 2006 por el arquitecto Arturo Franco y Fabrice van Teslaar (siendo colaborador Diego Castellanos), y con su actuación ha logrado el Premio de Rehabilitación de Edificios de la XXI edición de Premios de Urbanismo, Arquitectura y Obra Pública 2006 del Ayuntamiento de Madrid. Fue inaugurado el espacio en 2007, siendo uno de los primeros en el espacio cultural Matadero Madrid. 
Intermediæ es un conjunto de espacios que se congregan en dos naves diáfanas. La idea principal es la de permitir que estos espacios puedan adaptarse y configurarse a las necesidades de cada proyecto, en lo que se denomina: plataformas temporales de trabajo. En ellos se permite la creación de redes de colaboración, la autocrítica, el diálogo ciudadano y el aprendizaje. Las ideas se gestan en un laboratorio de producción de proyectos e innovación social como puede ser los métodos de implantación de la inteligencia colectiva.  Existe un espacio dedicado a las oficinas administrativas (denominado gabinete de estudios). Los proyectos son financiados, en parte, por la convocatoria anual de Ayudas a la Creación Contemporánea Matadero, así como por la Dirección General de Proyectos Culturales. Estas ayudas se destinan a gestionar y recibir propuestas de potenciales creadores, bien sean individuales y/o colectivos, posibles agentes culturales y asociaciones.

### Central del Diseño
Se trata de un espacio dedicado a la exposición (difusión y promoción) de proyectos relacionados con el diseño gráfico, industrial y de interiores. Al igual que Intermediæ se inauguró en noviembre de 2007. El centro es gestionado por la Fundación Diseño Madrid que a su vez es promovida por la Asociación de DIseñadores de MADrid (DIMAD).
El espacio de la Central de Diseño se pensó que estuviera ubicado inicialmente en la nave 17 (1650 m² en planta de las naves de estabulación) rehabilitada por el arquitecto José Antonio García Roldán. Se trata de un espacio polivalente, capaz de ser adaptado a las distintas actividades de diseño.

### Factoría Cultural
Se trata de un espacio dedicado a incubadora de nuevas empresas: vivero de industrias culturales y creativas. Tiene su lugar en la Nave 1 de Matadero que da al Paseo de la Chopera, y su superficie, de unos 400 m² de planta, ha sido rediseñada por el arquitecto Ángel Borrego. El diseño recibió numerosos reconocimientos como la Mención Especial Premio COAM 2015 y ha sido nominado al Premio de Arquitectura Contemporánea de la Unión Europea – Premio Mies van der Rohe 2015.
Factoría Cultural: vivero de industrias creativas, es un espacio para crear y desarrollar iniciativas de emprendimiento creativo. Ofrece un sitio con capacidad para 118 puestos de trabajo y asesoramiento personalizado en el emprendimiento de nuevos proyectos, programas de lanzamiento al mercado en diferentes sectores, becas y ayudas en la búsqueda de financiación. Además del trabajo de incubadora de proyectos, brinda conferencias profesionales gratuitas en sus instalaciones (Foro Experto) y cursos relacionados con el desarrollo de habilidades tecnológicas y creativas (Factoría Escuela).

### Abierto x Obras
Se encuentra en la antigua cámara frigorífica del Matadero ocupando parte de las naves de oreo, colgaderos y sección frigorífica que da al Paseo de la Chopera. Este espacio presenta un área de exposiciones con características especiales, de paredes negras y escasa luz, dedicado a artistas nacionales e internacionales. Se encuentra en funcionamiento desde el año 2007. En sus salas se han expuesto obras de artistas como el suizo Roman Signer (su obra 'Film Installation' como parte de PHotoEspaña), el artista madrileño Daniel Canogar (Fuegos Fatuos),  el artista sonoro Francisco López Sancho (con su Cámara de Inmersión Sónica), el artista tecnológico Íñigo Manglano-Ovalle con su obra "Nocturno... (in real time)", Pablo Valbuena con su obra Quadratura, el artista cubano Carlos Garaicoa con su obra fin de silencio expuesta en septiembre de 2010, el artista de obras efímeras Marlon de Azambuja, el artista griego Jannis Kounellis, el artista madrileño Mateo Maté con su obra titulada Viajo para conocer mi geografía (2001-2009), los artistas hermanos gaditanos MP & MP Rosado con su obra Cuarto-Gabinete, la artista Hisae Ikenaga Melgoza. Desde 2010 se celebra en su espacio La Noche de los Libros. La exposición (SELFI) de la creadora hispano-mexicana Darya von Berner que ha estado desde el 5 de febrero hasta el 31 de julio de 2016 versa sobre la percepción, la atención, la ecología y el selfi.

### La Casa del Lector
La Casa del Lector de la Fundación Sánchez Ruipérez es un Centro Internacional para la Investigación, el Desarrollo y la Innovación de la Lectura. Es un centro ubicado en las dos naves de degüello de vacas que tiene como objeto la formación, información y divulgación del libro y de la lectura.

### Cineteca
La cineteca es una hemeroteca visual dedicada al cine de no-ficción. El espacio de 2688 m² de planta ha sido rehabilitado por los arquitectos españoles José María Churtichaga y Cayetana de la Quadra Salcedo. El trabajo de gestión y definición de espacios ha permitido que la cineteca de Matadero se haya repartido en cinco funciones: dos salas de cine (diseñado en 2009 y completado en 2011), un plató de rodaje, e Archivo Documenta (la hemeroteca visual), una cantina y un espacio de terraza adyacente que permite la posibilidad de realizar proyecciones cinematográficas en los meses de verano. La cantina se encuentra en la antigua zona de calderas, justo cercana a la chimenea. Las salas de cine corresponden a los espacios donde se almacenaban los bloques de la fábrica de hielo.  
La Sala Azcona (denominada en honor al guionista español Rafael Azcona) es una sala cinematográfica con aforo para 250 espectadores encargada de la difusión de la obra de cineastas y creadores televisivos españoles e internacionales. Esta sala es la dedicada al estreno mensual. Se encuentra en el espacio en torno a la Sala Azcona una sala polivalente (la Sala B), con un aforo para 70 espectadores.

### Nave de Música
Se trata del espacio ocupado hasta noviembre de 2011 por la Red Bull Music Academy (RBMA Radio) y que desde 2012 acoge toda la programación musical del Matadero. Se encuentra en los espacios de estabulación. Posee entre sus recursos un estudio de radio y de grabación, un escenario para conciertos de reducidas dimensiones, y nueve salas de ensayo. 

### Espacios culturales diversos
Desde comienzos de 2011 se instala el archivo de Documenta Madrid en la zona cercana a la chimenea. Permite ver cualquiera de los trabajos enviados al festival en todas sus ediciones desde 2004. La Nave 16 es un espacio expositivo polivalente, con 5913 m². Por su versatilidad, puede acoger presentaciones, grandes exposiciones, conciertos, talleres de producción de obra, charlas, propuestas escénicas o actividades sociales.

## Impacto social del Matadero

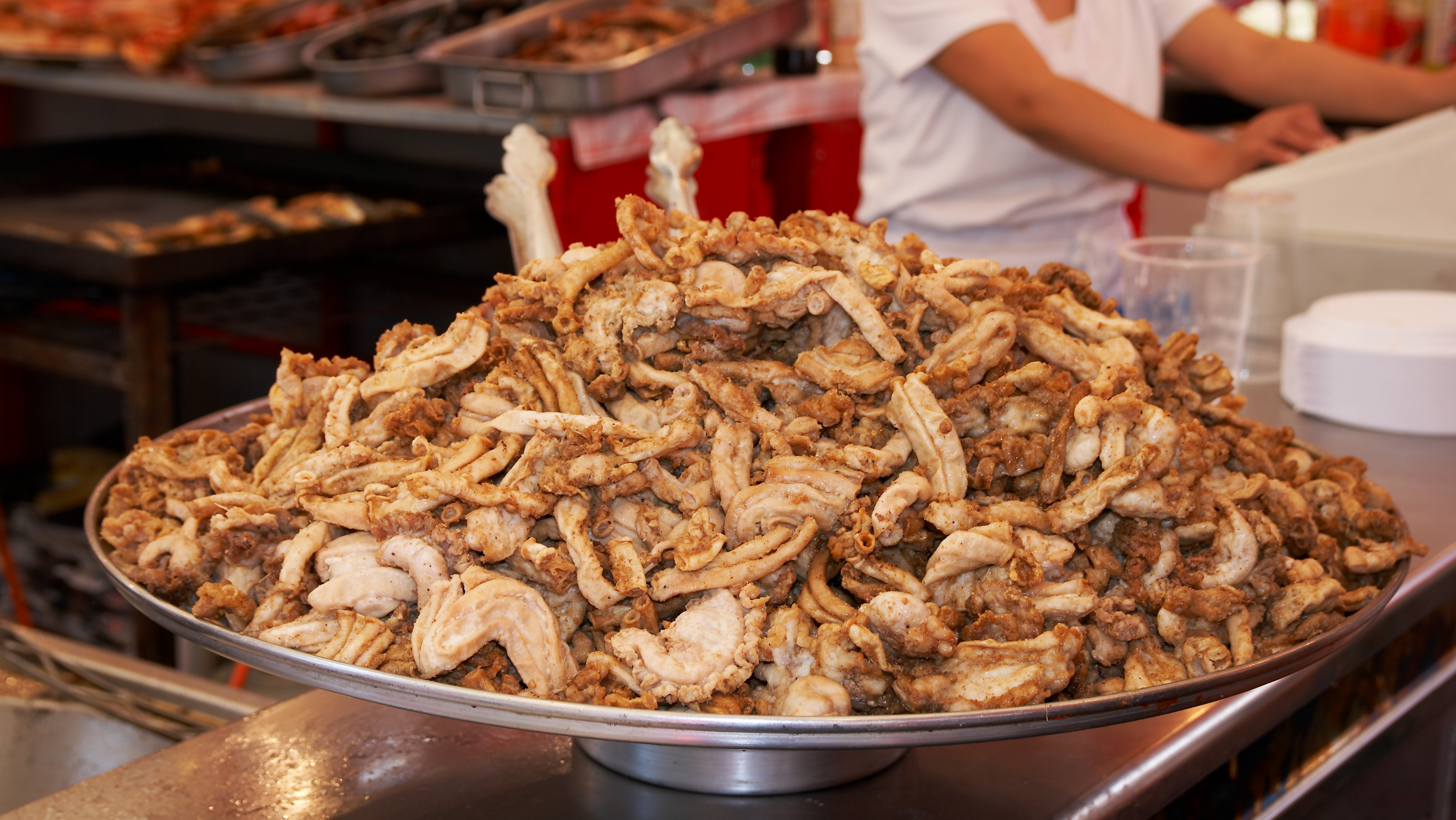
Fritura de gallinejas en la celebración de la fiesta San Isidro: un producto popular madrileño procedente de la producción de asaduras del matadero.

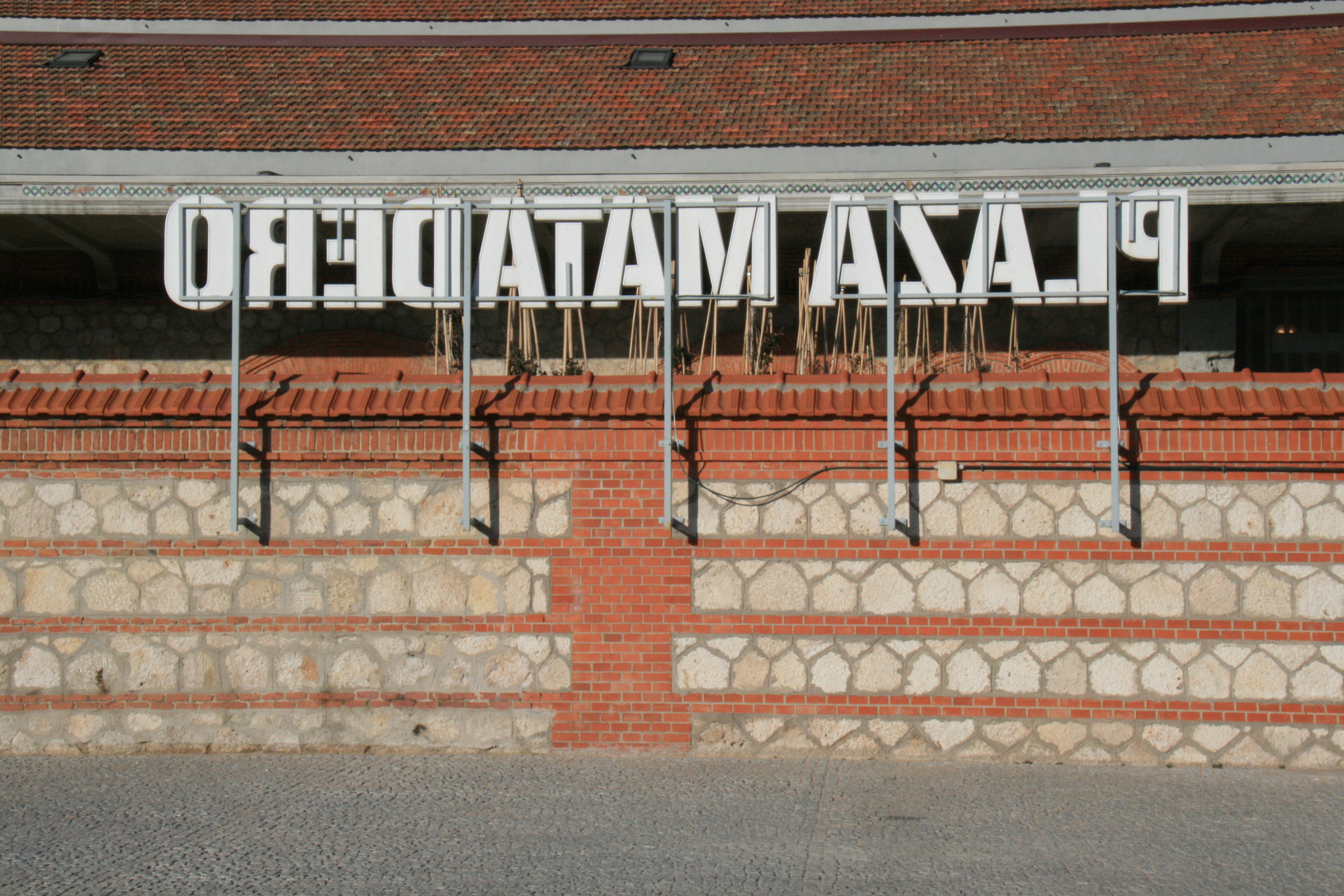
Plaza Matadero.

Desde su construcción, a comienzos del siglo XX, el matadero ha tenido un impacto social nada desdeñable sobre la sociedad madrileña, especialmente en la zona sur de la capital. Por una parte ofrecía puestos de trabajo a los nacientes barrios obreros de la zona de Arganzuela (como la colonia Pico del Pañuelo). En algunas ocasiones, ya desde el comienzo del funcionamiento del matadero surgieron historias populares, como el acaecido con una res que se escapó y causó el pánico en las calles de Madrid, acabando sacrificada en la Gran Vía por un torero. Su funcionamiento como matadero ha proporcionado elementos cárnicos propios a la gastronomía popular de la ciudad tales como las gallinejas.

### Gastronomía de Madrid
Como uno de los principales abastecedores de carne de la ciudad es de esperar que sus productos, y de la abundancia de sus subproductos (como pueden ser las partes menos nobles o casquería), influyeran en algunos aspectos de la cocina madrileña popular. Algunos de los platos nacen de la época de carestía del periodo de posguerra, aprovechando en algunos casos los productos menos deseados o de bajo coste. Uno de esos platos son los populares productos de la casquería de los corderos sacrificados en el matadero a diario, y eran las gallinejas que se preparan fritas y desprenden un característico olor: mezcla de aceite/sebo. Estas gallinejas, que son una combinación de la tripa y del mesenterio del cordero, se freían en locales y quioscos callejeros, generalmente regentados por mujeres: las denominadas gallinejeras. 
Por regla general el matadero repartía el material de despojo entre mujeres desamparadas, viudas sin recursos económicos, que había por las calles de Madrid a comienzo del siglo XX. El reparto era igualitario entre ellas y se repartía en lo que se denominaban "suertes". Otros despojos como las tripas de vacuno han dado lugar a platos de gran tradición madrileña desde mediados del siglo XX como son los callos a la madrileña, de claro origen asturiano debido a la presencia de inmigrantes en diferentes zonas de Madrid. Ese abastecimiento, barato, popular dio lugar a la aparición de platos que poco a poco se integraron en la gastronomía madrileña como propios.

### En las artes
Al formar parte del patrimonio industrial del Sur de Madrid, su arquitectura neomudéjar y su distribución de espacios ha dado lugar a ser un espacio dedicado a la inspiración de artistas plásticos. En algunos casos es empleado el antiguo matadero como escenario para el rodaje de algunas películas españolas, como son:
- El director Pedro Almodovar dedica una de sus escenas de la película Matador (realizada en 1986) que rueda en el espacio entre naves de degüello del Matadero de Legazpi,[53] lo que se conoce desde finales del siglo XX como Plaza Matadero.
- El director Fernando Trueba rueda en 2001, empleando las instalaciones del matadero para rodar unas escenas de El embrujo de Shanghai. Se evoca el ambiente asiático con la arquitectura neomudéjar de las naves de degüello.[54]
- En las primeras temporadas de la serie Un paso adelante de Antena3 (2001) los exteriores de la Escuela de Artes Escénicas de Carmen Arranz, escenario principal de la serie, se rodaron en la entrada de Matadero Madrid. Este escenario se retomó en 2022 para la secuela de la serie, Upa Next.
- En 2013 se utilizó la imagen del exterior de la nave 16 para ambientar la versión española del reality-show de cocina MasterChef.[cita requerida]